# 오사카 스테이션 시티

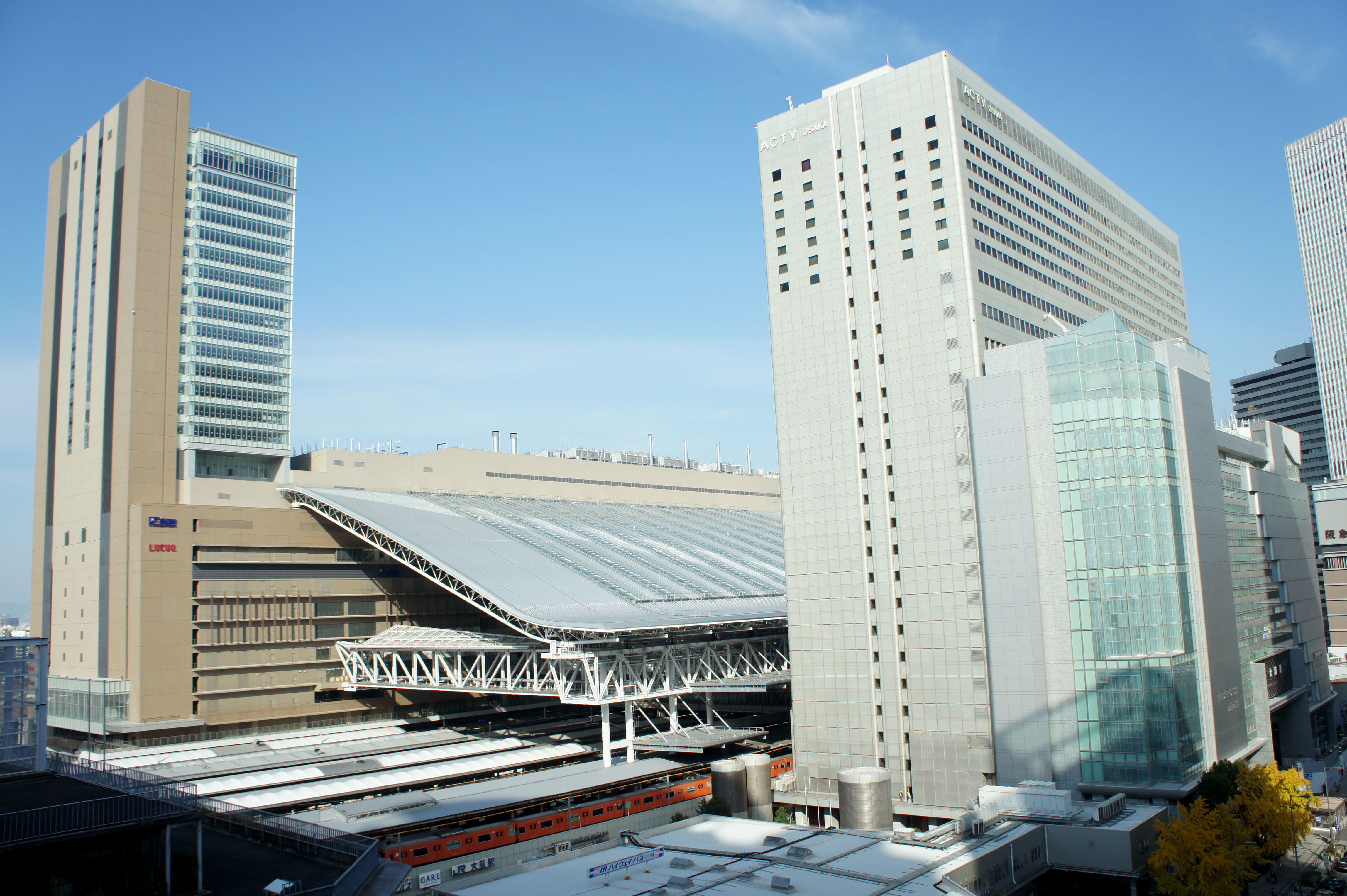
오사카 스테이션 시티

오사카 스테이션 시티(일본어: 大阪ステーションシティ, 영어: OSAKA STATION CITY)는 오사카부 기타구 우메다에 있는 서일본 여객 철도 (JR 서일본) 오사카역의 재개발 지역을 포함한 역 전체의 총칭이다. 2011년 5월 4일에 그랜드 오픈했다. 역 북측의 노스 게이트 빌딩(NORTH GATE BUILDING)과 역 남측 "액티 오사카"를 증축한 후 개칭된 사우스 게이트 빌딩(SOUTH GATE BUILDING)의 2개 건물로 구성되어, 오사카 터미널이 운영하고 있다.